# 용종
용종(茸腫, polyp 폴립[*])은 줄기가 있는 종양이다. 어원은 해파리의 폴립과 같다. 주요 질병으로는 대장에 생기는 용종인 대장용종이 대표적이기도 하다.